# Mercedes Valdés Consuegra
María de las Mercedes Valdés Consuegra (Santa Clara, 11 de septiembre de 1834-Santa Clara, 17 de julio de 1934) fue una independentista cubana célebre por haber bordado la bandera sobre la que se juró la Constitución de 1869.
Mercedes Valdés Consuegra nació en el seno de una distinguida familia villaclareña; sus padres fueron el ilustre médico Don José Marto Valdés, hermano del famoso literato habanero Don José Ramón Valdés, y Doña Rafaela Consuegra y López Silvero. Se educó en el colegio de la maestra Nicolasa (Nicolasa Pedraza y Bonachea) en Santa Clara.
Formó parte de la Junta Revolucionaria y conspiró junto a Eduardo Machado Gómez y Miguel Gerónimo Gutiérrez. Bajo la dirección de Eduardo Machado Gómez bordó la bandera de Narciso López que llevaron Eduardo Machado Gómez y sus huestes, al estallar la revolución en Las Villas, el 7 de febrero de 1869, secundando el Grito de Yara de Carlos Manuel de Céspedes. Sobre está bandera se juró la Constitución del 10 de abril de 1869 en Guáimaro.
Ingresó en prisión en 1870 junto con otras villaclareñas y junto con el sacerdote Don Luciano Santana en la Ermita de Nuestra Señora del Carmen, que servía de cárcel a las mujeres que conspiraban contra España. El encierro fue decretado por el gobernador, el general Manuel Portillo. A los tres meses  se ordena su deportación a Santa María del Rosario, junto a Martina Lorda Mendoza. A los cinco años regresó a Villaclara, siendo indultada por el capitán general Blas Villate y de las Heras, conde de Balmaseda.
Durante los meses de la Guerra Chiquita fue presa en la ciudad de Santa Clara. En la última Guerra de Independencia ayudó a Rafael Lubian y Rodríguez, siendo presa nuevamente por Trujillo Monaga y más tarde puesta en libertad.
Recibió la Cruz de Mérito Carlos Manuel de Céspedes concedida por el Secretario de Estado.